# Orduspor Kulübü
Il Orduspor Kulübü è una società calcistica con sede a Ordu, in Turchia. Ha militato nella Süper Lig, la massima serie del campionato turco di calcio, per diverse stagioni, le ultime nel biennio 2011-2013.

## Palmarès

### Competizioni nazionali
- TFF 2. Lig: 1

2004-2005 (gruppo B)

### Altri piazzamenti
- Coppa di Turchia:

Semifinalista: 1969-1970, 1976-1977
- TFF 1. Lig:

Vittoria play-off: 2010-2011

## Organico

### Rosa 2012-2013
| N. |                       | Ruolo | Calciatore             |
| -- | --------------------- | ----- | ---------------------- |
| 3  | Turchia (bandiera)    | D     | Hüsamettin Tut         |
| 5  | Turchia (bandiera)    | D     | Ömer Kulga             |
| 6  | Turchia (bandiera)    | C     | Şamil Cinaz            |
| 7  | Turchia (bandiera)    | C     | Müslüm Yelken          |
| 8  | Turchia (bandiera)    | C     | Ali Çamdalı            |
| 9  | Romania (bandiera)    | A     | Alexandru Ioniță       |
| 10 | Turchia (bandiera)    | A     | Hasan Kabze (capitano) |
| 11 | Turchia (bandiera)    | C     | Nizamettin Çalışkan    |
| 14 | Spagna (bandiera)     | D     | Agus                   |
| 15 | Portogallo (bandiera) | D     | Miguel Garcia          |
| 17 | Turchia (bandiera)    | P     | Fevzi Elmas            |
| 19 | Turchia (bandiera)    | A     | Murat Torun            |
| 20 | Turchia (bandiera)    | C     | Abdülkadir Kayalı      |
| 21 | Turchia (bandiera)    | C     | Anıl Taşdemir          |

| N. |                      | Ruolo | Calciatore      |
| -- | -------------------- | ----- | --------------- |
| 22 | Argentina (bandiera) | C     | Javier Umbides  |
| 26 | Argentina (bandiera) | C     | Vicente Monje   |
| 27 | Turchia (bandiera)   | D     | Selçuk Şahin    |
| 32 | Slovenia (bandiera)  | P     | Sašo Fornezzi   |
| 37 | Nigeria (bandiera)   | C     | Ayila Yussuf    |
| 39 | Turchia (bandiera)   | C     | Yiğit Gökoğlan  |
| 78 | Turchia (bandiera)   | D     | İbrahim Kaş     |
| 80 | Turchia (bandiera)   | C     | Erdal Pekdemir  |
| 84 | Brasile (bandiera)   | D     | Rovérsio        |
| 85 | Turchia (bandiera)   | D     | Ferhat Çökmüş   |
| 89 | Turchia (bandiera)   | D     | Atila Turan     |
| 91 | Turchia (bandiera)   | D     | Yasin Öztop     |
| 93 | Turchia (bandiera)   | A     | Batuhan Türkmen |